# Acalypha seminuda
Acalypha seminuda är en törelväxtart som beskrevs av Johannes Müller Argoviensis. Acalypha seminuda ingår i släktet akalyfor, och familjen törelväxter. Inga underarter finns listade i Catalogue of Life.